# Thyone inermis
Thyone inermis är en sjögurkeart som först beskrevs av Heller 1868.  Thyone inermis ingår i släktet Thyone och familjen korvsjögurkor. Inga underarter finns listade i Catalogue of Life.